# Domnești-Sat, Vrancea
Domnești-Sat este un sat în comuna Pufești din județul Vrancea, Moldova, România.

## Obiective notabile
- Biserica „Adormirea Maicii Domnului", construită în jurul perioadei 1661-1667 și modificată între anii 1771 și 1775. Codul monumentului este VN-II-m-A-06508.

 Acest articol despre o localitate din județul Vrancea este deocamdată un ciot. Puteți ajuta Wikipedia prin completarea lui.